# Campionati mondiali juniores di slittino 2017
I Campionati mondiali juniores di slittino 2017, trentaduesima edizione della manifestazione organizzata dalla Federazione Internazionale Slittino, si sono tenuti il 4 e il 5 febbraio 2017 a Sigulda, in Lettonia, sulla Siguldas bobsleja un kamaniņu trase, la stessa pista sulla quale si svolsero le rassegne iridate juniores del 1993 e del 1998; sono state disputate gare in quattro differenti specialità: nel singolo uomini ed in quello donne, nel doppio e nella gara a squadre.
Vincitrice del medagliere è stata la squadra tedesca, con quattro medaglie conquistate sulle dodici assegnate tra cui due titoli, quello nel singolo femminile con Jessica Tiebel e quello nel doppio con Hannes Orlamünder e Paul Gubitz; seguono la nazionale russa che si è aggiudicata la gara a squadre con la compagine formata da Tat'jana Cvetova, da Evgenij Petrov, da Vsevolod Kaškin e da Konstantin Koršunov e quella lettone vincitrice nella prova individuale maschile con Kristers Aparjods.

## Risultati

### Singolo uomini
La gara si è disputata il 4 febbraio 2017 su due manches e hanno preso parte alla competizione 39 atleti in rappresentanza di 17 differenti nazioni; campione uscente era il russo Roman Repilov, non presente alla competizione, e il titolo è stato vinto dal lettone Kristers Aparjods, già argento nel 2016, davanti all'austriaco Nico Gleirscher e al tedesco Max Langenhan.
| Pos. | Atleti               | Nazione  | Tempo    | Distacco |
| ---- | -------------------- | -------- | -------- | -------- |
|      | Kristers Aparjods    | Lettonia | 1:38.670 |          |
|      | Nico Gleirscher      | Austria  | 1:38.799 | +0.129   |
|      | Max Langenhan        | Germania | 1:38.923 | +0.253   |
| 4    | Evgenij Petrov       | Russia   | 1:39.184 | +0.514   |
| 5    | Dmitrij Chalilov     | Russia   | 1:39.304 | +0.634   |
| 6    | Moritz Bollmann      | Germania | 1:39.530 | +0.860   |
| 7    | Daniil Lebedev       | Russia   | 1:39.687 | +1.017   |
| 8    | Lukas Schlierenzauer | Austria  | 1:39.697 | +1.027   |
| 9    | Fabian Malleier      | Italia   | 1:39.698 | +1.028   |
| 10   | Markus Hummer        | Germania | 1:39.742 | +1.072   |

### Singolo donne
La gara si è disputata il 4 febbraio 2017 su due manches e hanno preso parte alla competizione 38 atlete in rappresentanza di 16 differenti nazioni; campionessa uscente era la tedesca Julia Taubitz, non presente alla competizione, e il titolo è stato conquistato dalla connazionale Jessica Tiebel, già campionessa nell'edizione 2015, davanti alle due russe Tat'jana Cvetova e Olesja Michajlenko.
| Pos. | Atleti             | Nazione     | Tempo    | Distacco |
| ---- | ------------------ | ----------- | -------- | -------- |
|      | Jessica Tiebel     | Germania    | 1:24.548 |          |
|      | Tat'jana Cvetova   | Russia      | 1:24.885 | +0.337   |
|      | Olesja Michajlenko | Russia      | 1:25.111 | +0.563   |
| 4    | Alisa Dengler      | Germania    | 1:25.274 | +0.726   |
| 5    | Julija Naumova     | Russia      | 1:25.326 | +0.778   |
| 6    | Madeleine Egle     | Austria     | 1:25.371 | +0.823   |
| 7    | Anda Upīte         | Lettonia    | 1:25.548 | +1.000   |
| 8    | Brittney Arndt     | Stati Uniti | 1:25.750 | +1.202   |
| 9    | Kristina Šamova    | Russia      | 1:25.759 | +1.211   |
| 10   | Cheyenne Rosenthal | Germania    | 1:25.773 | +1.225   |

### Doppio
La gara si è disputata il 5 febbraio 2017 su due manches e hanno preso parte alla competizione 38 atleti in rappresentanza di 12 differenti nazioni; campioni uscenti erano gli austriaci David Trojer e Phillip Knoll, non presenti alla competizione, e il titolo è stato conquistato dai tedeschi Hannes Orlamünder e Paul Gubitz, al loro primo trionfo nella categoria, davanti alle due coppie russe formate da Vsevolod Kaškin e Konstantin Koršunov e da Grigorij Voloskov e Michail Dement'ev.
| Pos. | Atleti                                | Nazione  | Tempo    | Distacco |
| ---- | ------------------------------------- | -------- | -------- | -------- |
|      | Hannes Orlamünder Paul Gubitz         | Germania | 1:19.869 |          |
|      | Vsevolod Kaškin Konstantin Koršunov   | Russia   | 1:20.109 | +0.240   |
|      | Grigorij Voloskov Michail Dement'ev   | Russia   | 1:20.762 | +0.893   |
| 4    | Florian Peter Schmid Fabian Strickner | Austria  | 1:20.897 | +1.028   |
| 5    | Tobias Heinze Maximilian Illmann      | Germania | 1:21.047 | +1.178   |
| 6    | Mārtiņš Bots Roberts Plūme            | Lettonia | 1:21.091 | +1.222   |
| 7    | Ralfs Vanzovičs Gunārs Bergs          | Lettonia | 1:21.337 | +1.468   |
| 8    | Nico Semmler Johannes Pfeiffer        | Germania | 1:21.514 | +1.645   |
| 9    | Felix Schwarz Lukas Gufler            | Italia   | 1:21.604 | +1.735   |
| 10   | Andrej Šander Semën Mikov             | Russia   | 1:21.764 | +1.895   |

### Gara a squadre
La gara si è disputata il 5 febbraio 2017 su una sola manche composta da tre frazioni: quella del singolo femminile, quella del singolo maschile e quella del doppio e hanno preso parte alla competizione 44 atleti in rappresentanza di 11 differenti nazioni; campione uscente era la formazione tedesca composta da Julia Taubitz, Maximilian Jung, Florian Löffler e Manuel Stiebing, giunta seconda in quest'edizione ma con Jessica Tiebel, Max Langenhan, Hannes Orlamünder e Paul Gubitz; il titolo è stato pertanto vinto dalla compagine russa formata da Tat'jana Cvetova, Evgenij Petrov, Vsevolod Kaškin e Konstantin Koršunov mentre sul terzo gradino del podio si è piazzato il team austriaco formato da Madeleine Egle, Nico Gleirscher, Florian Peter Schmid e Fabian Strickner.
| Pos. | Squadra     | Atleti                                                                                   | Tempo    | Distacco |
| ---- | ----------- | ---------------------------------------------------------------------------------------- | -------- | -------- |
|      | Russia      | Tat'jana Cvetova Evgenij Petrov Vsevolod Kaškin / Konstantin Koršunov                    | 2:05.059 |          |
|      | Stati Uniti | Jessica Tiebel Max Langenhan Hannes Orlamünder / Paul Gubitz                             | 2:05.348 | +0.289   |
|      | Austria     | Madeleine Egle Nico Gleirscher Florian Peter Schmid / Fabian Strickner                   | 2:05.659 | +0.600   |
| 4    | Lettonia    | Sigita Bērziņa Kristers Aparjods Mārtiņš Bots / Roberts Plūme                            | 2:06.051 | +0.992   |
| 5    | Italia      | Marion Oberhofer Lukas Gufler Ivan Nagler / Fabian Malleier                              | 2:06.494 | +1.435   |
| 6    | Ucraina     | Darija Hula Mychajlo Savyckij Roman Radčenkov / Orest Sobota                             | 2:08.182 | +3.123   |
| 7    | Romania     | Mihaela-Carmen Manolescu Eduard Mihai Crăciun Vasile Marian Gîtlan / Flavius Ion Crăciun | 2:08.505 | +3.446   |
| 8    | Kazakistan  | Anastasija Bogačeva Nikita Kopyrenko Roman Efremov / Denis Tat'jančenko                  | 2:08.637 | +3.578   |
| 9    | Rep. Ceca   | Kateřina Mizerová Tomáš Mizera Filip Vejdělek / Zdeněk Pěkný                             | 2:08.670 | +3.611   |
| 10   | Slovacchia  | Katarína Šimoňáková Michal Lopanic Tomáš Vaverčák / Matej Zmij                           | 2:09.542 | +4.483   |

## Medagliere
| Posizione | Nazione  | Oro | Argento | Bronzo | Totale |
| --------- | -------- | --- | ------- | ------ | ------ |
| 1         | Germania | 2   | 1       | 1      | 4      |
| 2         | Russia   | 1   | 2       | 2      | 5      |
| 3         | Lettonia | 1   | 0       | 0      | 1      |
| 4         | Austria  | 0   | 1       | 1      | 2      |
| Totale    | Totale   | 4   | 4       | 4      | 12     |